# أكسازيريدين
أكسازيريدين هو مركب عضوي حلقي غير متجانس مشبع له الصيغة الكيميائية CH3NO.
يتألف المركب بنيوياً من حلقة ثلاثية حاوية على ذرة أكسجين وذرة نتروجين؛ ويطلق على مشتقاته اسم أكسازيريدينات.

## التحضير
تتشكل مركبات الأكسازيريدينات كمركبات وسطية عند تحضير الهيدرازين. تحضر الأكسازيريدينات المستبدلة على ذرة الكربون وعلى ذرة النتروجين من أكسدة الإيمينات بواسطة حمض بيروكسي (طريقة A) أو إضافة أمين (أمْيَنة) الكربونيلات (طريقة B).

## الخواص
تعد مشتقات الأكسازيريدينات السلفونية على ذرة النتروجين من المركبات المعروفة المستخدمة لتقل ذرة الأكسجين في التفاعلات الكيميائية.
تعد الأكسازيريدينات ذات نشاط كيميائي كبير، وذلك عائد إلى إجهاد الحلقة، حيث تدخل في العديد من التفاعلات الكيميائية كما هو موضح في الشكل:

## الاستخدامات
تستخدم الأكسازيريدينات بشكل أساسي في المختبرات الكيميائية في تحضير المركبات المختلفة. تتضمن تفاعلات مشتقات هذا المركب بشكل أساسي تحضير الهيدرازين، ونقل ذرة الأكسجين، وإضافة مجموعة إيبوكسيد إلى الألكينات، ونقل ذرة النتروجين.

## اقرأ أيضاً
- أزيريدين
- ديازيريدين
- ديوكسيران
- أكسازين